# Heinz-Steyer-Stadion
 (novembre 2024).
Si vous disposez d'ouvrages ou d'articles de référence ou si vous connaissez des sites web de qualité traitant du thème abordé ici, merci de compléter l'article en donnant les références utiles à sa vérifiabilité et en les liant à la section « Notes et références ».
Le Heinz-Steyer-Stadion est un stade omnisports de la ville de Dresde, qui est actuellement utilisé par le club du football de Dresdner SC. 
Il a une capacité de 23 767 places et a été créé en 1919. 
Ce stade sert aussi pour le club de football américain du Monarchs de Dresde.

## Photographie

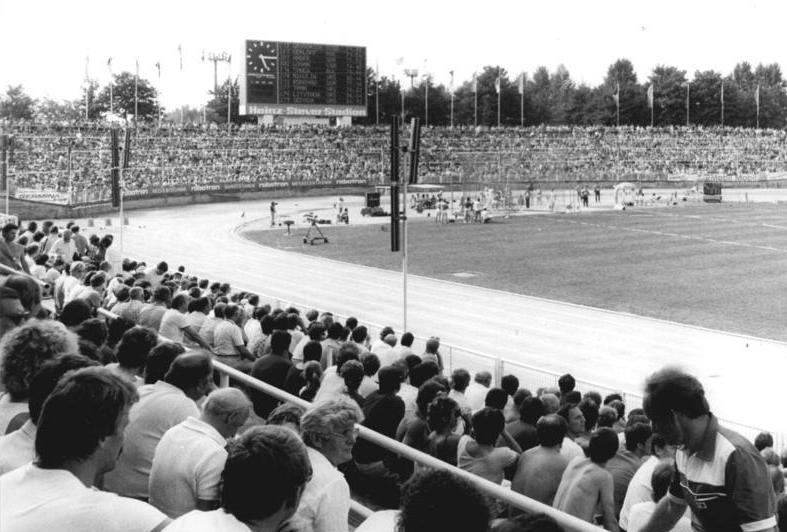
Le stade en 1986